# Klaus-Theodor Fliedner
Klaus-Theodor Fliedner (* 8. Dezember 1935 in Köln; † 12. Oktober 2022 in Bad Honnef) war ein deutscher Admiralarzt der Bundesmarine.

## Leben
In der Kinderlandverschickung kam Fliedner von Münster zwei Jahre nach Oberbayern und (bis August 1944) nach Liegnitz. Er war nach dem Krieg wieder in Westfalen und besuchte das Wilhelm-Dörpfeld-Gymnasium in Wuppertal. Nach dem Abitur studierte er ab 1956 an der Westfälischen Wilhelms-Universität Münster Vorklinik. Nach dem Physikum wechselte er für ein klinisches Semester an die Johann Wolfgang Goethe-Universität Frankfurt am Main, dann an die Rheinische Friedrich-Wilhelms-Universität Bonn. In Bonn bestand er 1964 das Staatsexamen. Nach zwei Jahren als Medizinalassistent in Dinslaken und Hamborn wurde er 1967 als Arzt approbiert.
Als Sanitätsoffizier der Bundesmarine kam er nach dem Einweisungslehrgang an der Sanitätsakademie der Bundeswehr als 3. Stützpunktarzt zum Marinestützpunkt Heppenser Groden. Vom 1. Juli 1966 bis zum 31. März 1968 war er Truppenarzt in der Marinekaserne Glückstadt. 1967 wurde er in Bonn zum Dr. med. promoviert. Auf seinen dringenden Wunsch folgten zwei Bordkommandos, vom 1. April 1968 bis Juni 1969 als Schiffsarzt auf dem Segelschulschiff Gorch Fock und anschließend bis September 1970 auf dem Zerstörer Mölders. Nolens volens kam er als Hörsaalleiter an die Sanitätsakademie in München. Am 1. Oktober 1972 wechselte er in das Bundesministerium der Verteidigung. Nach fünf Jahren als Hilfsreferent und Beratender Arzt in P V 7 befasste er sich in der Inspektion des Sanitäts- und Gesundheitswesens (InSan II 3) mit personellen Grundsatzfragen des Sanitätsdienstes der Bundeswehr. Nach einer kurzen klinischen Tätigkeit in Wuppertal übernahm er am 1. April 1979 die Leitung des Sanitätszentrums Bonn. Vom 1. April 1981 bis zum 30. September 1983 leitete er die Abteilung II im Sanitätsamt der Bundeswehr. Danach wieder bei der Marine, war er in Wilhelmshaven Kommandoarzt des Marineunterstützungskommandos. Nach einem Jahr wechselte er in Wilhelmshaven als stellvertretender Admiralarzt der Marine zum Marineamt. Unter gleichzeitiger Beförderung zum Admiralarzt wurde er dort Leiter der Abteilung III Marinesanitätsdienst und zugleich Admiralarzt der Marine. Seine letzte Versetzung brachte ihn am 1. April 1989 als Ärztlichen Direktor an das  Bundeswehrzentralkrankenhaus Koblenz. Generalstabsarzt Volker Grabarek versetzte ihn am 31. März 1993 in den vorzeitigen Ruhestand. Fliedner hatte vier Kinder und lebte in Linz am Rhein.

## Ehrungen
Beförderungen
- 4. Januar 1965 Stabsarzt
- 13. September 1968 Oberstabsarzt
- 1. Oktober 1972 Flottillenarzt
- 3. September 1979 Flottenarzt
- 1. Oktober 1985 Admiralarzt

- Verdienstorden der Bundesrepublik Deutschland, Bundesverdienstkreuz am Bande (1977)
- Ehrenkreuz der Bundeswehr in Silber (1983)